# Domino Harvey
Domino Harvey (Londra, 7 agosto 1969 – Hollywood, 27 giugno 2005) è stata una cacciatrice di taglie britannica, nota per essere una delle poche donne e una delle poche persone di famiglia benestante ad aver intrapreso questa carriera. Il film Domino, uscito nel 2005 poco dopo la sua morte, è ispirato alla sua turbolenta esistenza.

## Biografia

### Infanzia e adolescenza
Figlia dell'attore lituano Laurence Harvey e della modella britannica Paulene Stone, Domino venne battezzata con tale nome in onore della bond girl Domino Derval, personaggio apparso nel film Agente 007 - Thunderball: Operazione tuono. Già da bambina, Domino venne espulsa da quattro scuole diverse per comportamento violento. Da ragazza decise di seguire le orme della madre, divenendo modella per l'agenzia Ford Models, che in seguito abbandonò per dedicarsi alla carriera di vigile del fuoco al confine con il Messico.

### La cacciatrice di taglie
Fu qui che la Harvey iniziò ad interessarsi alla professione di cacciatrice di taglie. Iniziò il lavoro dopo aver visto un volantino che sponsorizzava un seminario di addestramento per cacciatori di taglie che veniva tenuto dal professionista Ed Martinez, che sarebbe poi divenuto suo insegnante, nonché caro amico. Dopo esser venuta a conoscenza del suo lavoro, la madre di Domino le regalò un giubbotto antiproiettile in kevlar per il compleanno.

### La tossicodipendenza e la morte
La Harvey ebbe problemi di droga per diversi anni, passando da un centro di riabilitazione a un altro. Venne arrestata il 4 maggio 2005 per possesso e spaccio di anfetamine. Era agli arresti domiciliari e in attesa del processo, quando venne trovata senza vita il 27 giugno dello stesso anno a West Hollywood, nella vasca da bagno, in circostanze misteriose. Fu accertato che la morte, probabilmente accidentale, avvenne per un arresto cardiaco provocato da overdose.

## Al cinema
Il film Domino, uscito nel 2005 e diretto da Tony Scott, è basato sulla vita della Harvey, con Keira Knightley nel ruolo della cacciatrice di taglie.